# Franz Buchenau

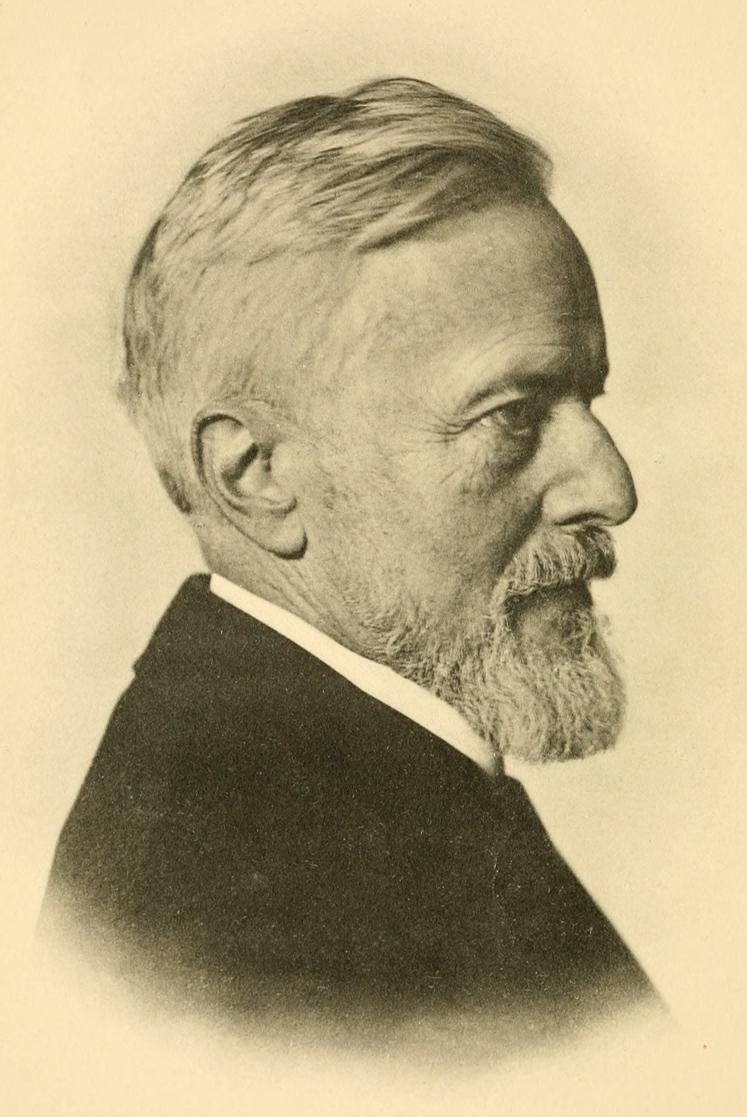
Franz Buchenau

Franz Georg Philipp Buchenau  (* 12. Januar 1831 in Kassel; † 23. April 1906 in Bremen) war ein deutscher Schullehrer und Botaniker. Sein botanisches Autorenkürzel lautet „Buchenau“.

## Biografie
Franz Buchenau war der Sohn eines Bankangestellten. Er besuchte eine Realschule und seit 1845 die Polytechnische Schule in Kassel. Ab 1848 studierte er an der Universität Marburg und ab 1850 an der Universität Göttingen u. a. Botanik und erwarb mit einer botanischen Dissertation die Doktorwürde. Er wurde danach kurzfristig Lehrer an einer Privatschule in Hanau und nach deren Schließung Hauslehrer und dann Lehrer in Friedrichsdorf im heutigen Hochtaunuskreis.
1855 erhielt er eine Stelle als Hilfslehrer an der höheren Bürgerschule von Heinrich Graefe in der Bremer Altstadt. Nach dem Tod von Graefe übernahm er die Leitung dieser nunmehr staatlichen Schule und erhielt den Titel eines Professors. Er wandelte nach preußischem Muster die Schule zu einer Realschule 2. Ordnung um, mit der Bezeichnung Realschule in der Altstadt.
Buchenau verfasste 1862 ein Heimatkundebuch mit dem Titel Die Freie Hansestadt Bremen und ihr Gebiet, in dem er die Geschichte und die Landschaft von und um Bremen beschrieb. 1864 war er der Mitbegründer des Naturwissenschaftlichen Vereins zu Bremen, dessen Vorsitzender er von 1887 bis 1902 war. Er hielt zahlreiche Vorträge und genoss großes Ansehen in Bremen. 1882 und 1900 erschien sein Buch zur Heimatkunde und zwischenzeitlich – in mehrfacher Auflage – seine bekanntesten Werke mit den Titeln Flora von Bremen und Flora der Ostfriesischen Inseln sowie weitere Bücher zur Botanik. Zum Werk Das Pflanzenreich von Adolf Engler trug er zu „Tropaeolaceae“ (1902), „Scheuchzeriaceae, Alismataceae et Butomaceae“ (1903) und „Juncaceae“ (1906) bei. Für das Werk Die natürlichen Pflanzenfamilien von Engler und Prantl schrieb er „Juncaginaceae, Alismaceae, Butomaceae“ (Band 2 Nr. 1, 1889) und „Juncaceae“ (Band 2 Nr. 5, 1887).
1902 erkrankte er und legte 1903 sein Schulamt nieder.
Der Numismatiker Heinrich Buchenau war sein ältester Sohn, der vierte Sohn Siegfried Buchenau wurde Kaufmann und Kunstsammler.

## Ehrungen
- August Wilhelm Eichler benannte 1866 nach ihm die Pflanzengattung Buchenavia aus der Familie der Flügelsamengewächse (Combretaceae).[1]
- Die Buchenaustraße in Bremen-Sebaldsbrück wurde nach ihm benannt.
- Mehrere Pflanzenarten aus verschiedenen Familien wurden nach ihm benannt, z. B. Triglochin buchenaui (Juncaginaceae).[2]
- 1866 wurde er zum Mitglied der Leopoldina gewählt.

## Veröffentlichungen
- Flora von Bremen. 1877, urn:nbn:de:gbv:46:1-126 (2. Auflage. 1879; ab der 3. Auflage 1885 unter dem Titel Flora von Bremen und Oldenburg. 9. Auflage. 1927 von F. A. G. Bitter und Bruno Schütt, 10. Auflage. 1936 von Bruno Schütt mit dem Titel Flora von Bremen, Oldenburg, Ostfriesland und der ostfriesischen Inseln.).
- Flora der Ostfriesischen Inseln. 1881 (weitere Auflagen 1891, 1896 (mit Nachtrag 1901) und 1901).
- Flora der Nordwestdeutschen Tiefebene. 1894.
- Kritische Nachträge zur Flora der Nordwestdeutschen Tiefebene. 1904.
- Über Einheitlichkeit der botanischen Kunstausdrücke und Abkürzungen. 1894, urn:nbn:de:hbz:061:1-114216.
- Die Entwickelung der Stadt Bremen bis zum Abschluss der Altstadt im Jahre 1305. In: Bremisches Jahrbuch 1896. S. 1–32.
- Die Freie Hansestadt Bremen und ihr Gebiet. Bremen 1862. (Digitalisat) Bremen 1882 (2. Auflage). Bremen 1900 (3. Auflage). (Digitalisat)
- Der Fangturm. Ein Blick in die Geschichte unserer Stadt. In: Bremer Nachrichten. 6. Juni 1903.
- Die Freie Hansestadt Bremen. Eine Heimatkunde. 4., erweiterte Auflage, hrsg. Dietrich Steilen. Geist-Verlag, Bremen 1934.